# Șutova, Iavoriv
Șutova (în ucraineană Шутова) este un sat în comuna Kalînivka din raionul Iavoriv, regiunea Liov, Ucraina.

## Demografie
Componența lingvistică a localității Șutova
     Ucraineană (100%)
Conform recensământului din 2001, toată populația localității Șutova era vorbitoare de ucraineană (100%).